# Bremisches Schulgesetz
Das Bremische Schulgesetz (BremSchulG) regelt die rechtlichen Grundlagen des Schulwesens in Bremen.

## Geschichte
Die bremische Bürgerschaft verabschiedete am 31. März 1949 das erste Schulgesetz Bremens. Am 27. Juli 1990 trat ein neues Schulgesetz in Kraft. Knapp 25 Jahre später erfolgte am 28. Juni 2005 eine Neufassung, welche am 31. Dezember 2005 in Kraft trat. Seitdem kam es zu weiteren Änderungen, von denen die letzte am 14. Dezember 2021 beschlossen wurde und am 1. November 2022 in Kraft trat.

## Gesetzesstruktur
Das Gesetz ist wie folgt strukturiert:
- Teil 1: Geltungsbereich, Begriffsbestimmungen (§ 1 - § 2)
- Teil 2: Die Schule (§ 3 - § 33)
  - Kapitel 1: Auftrag der Schule (§ 3 - § 12)
  - Kapitel 2: Schulstruktur (§ 13 - § 33)
    - Abschnitt 1: Allgemeines (§ 13 - § 17)
    - Abschnitt 2: Allgemeinbildende Schulen (§ 18 - § 21)
    - Abschnitt 3: Besondere Organisationsformen (§ 22 - § 24)
    - Abschnitt 4: Berufsbildende Schulen (§ 25 - § 33)
- Teil 3: Die Schülerin und der Schüler (§ 34 - § 58)
  - Kapitel 1: Rechte der Schülerin und des Schülers (§ 34 - § 51)
  - Kapitel 2: Allgemeine Schulpflicht (§ 52 - § 58)
- Teil 4: Rechte und Pflichten des schulischen Personals, der Erziehungsberechtigten und der Ausbildenden (§ 59 - § 62)
- Teil 5: Gemeinsame Bestimmungen (§ 63)
- Teil 6: Zwangsmaßnahmen, Bußgeld- und Strafvorschriften (§ 64 - § 67)
- Teil 7: Übergangs- und Schlussbestimmungen (§ 68 - § 73)

## Wesentliche Gesetzesinhalte

### Geltungsbereich
Das Gesetz gilt für alle öffentlichen Schulen in Bremen und Bremerhaven. Es gilt nicht für Hochschulen, Einrichtungen der Weiterbildung und der Jugendbildung, Schulen der öffentlichen Verwaltung und Schulen für Gesundheitsfachberufe. Für Privatschulen gelten nur gewisse Vorschriften des Gesetzes.

### Auftrag der Schule
Der Schule obliegt ein Bildungs- und Erziehungsauftrag. Dieser hat vor allem zum Ziel, die Schüler zu einem auf der Achtung der Menschenwürde, sozialer Gerechtigkeit, politischer Verantwortung, Meinungstoleranz und Frieden sowie Völkerverständigung aufbauendem Gesellschaftsbild zu erziehen. Sie sollen außerdem auf das Berufsleben vorbereitet, zu eigenem Denken, Achtung der Wahrheit und Mut sowie dazu gebildet werden, das als richtig erkannte zu tun. Sie sollen zur Teilnahme am kulturellen Leben befähigt werden und ein Verantwortungsbewusstsein für Natur und Umwelt entwickeln. Die Schule ist verpflichtet, sich selbst und das Schulwesen fortzuentwickeln, das Zusammenwirken aller Beteiligten im Schulbetrieb fördern und sich zu einer inklusiven Schule auszubauen. Schulen verwirklichen insofern das Recht auf Bildung, welches die Landesverfassung normiert. „Die Schule ist so zu gestalten, dass eine wirkungsvolle Förderung die Schülerinnen und Schüler zu überlegtem persönlichen, beruflichen und gesellschaftlichen Handeln befähigt. Grundlage hierfür sind demokratisches und nachvollziehbares Handeln und der gegenseitige Respekt aller an der Schule Beteiligten. Die Schule muss in ihren Unterrichtsformen und -methoden dem Ziel gerecht werden, Schülerinnen und Schüler zur Selbsttätigkeit zu erziehen.“ Paragraph 5 Absatz 3 listet verschiedene Bildungs- und Erziehungsziele auf.

### Religion und Ethik
Es wird Unterricht in biblischer Geschichte erteilt. Wer an diesem Fach nicht teilnehmen will, muss ein vom zuständigen Bildungssenator festzulegendes Unterrichtsfach belegen.

### Eigenständigkeit der Schule
Die Schule ist in ihrer Unterrichtsgestaltung und der Verwendung ihrer Gelder eigenständig. Sie wird von den Schulbehörden unterstützt.

### Sexualkundeunterricht
„Sexualerziehung ist nach verbindlichen Standards der Senatorin für Kinder und Bildung zu unterrichten. Die Erziehungsberechtigten sind über Ziel, Inhalt und Form der Sexualerziehung ihrer Kinder jeweils rechtzeitig und umfassend zu informieren. Sexualerziehung wird fächerübergreifend durchgeführt. Sie ist dem Prinzip der sexuellen Selbstbestimmung aller Menschen verpflichtet. Sie hat auch der Diskriminierung aufgrund sexueller Orientierung oder Identität entgegenzuwirken.“

### Recht auf Bildung
Mit Beginn der Schulpflicht hat jeder Schüler auch ein Recht auf Bildung. Der Bildungsanspruch geht verloren, wenn nach Ende der Schulpflicht der Schüler selbstverschuldet nicht am Unterricht teilnimmt oder teilnehmen kann.

### Ordnungsmaßnahmen
Wenn das Verhalten des Schülers dies erfordert, können Ordnungsmaßnahmen ergriffen werden, zu denen unter anderem der Verweis, die Versetzung an eine andere Schule oder in eine andere Klasse, der Ausschluss vom Unterricht oder der Ausschluss von z. B. Klassenfahrten gehört. Der Betroffene ist vor Verhängung der Maßnahme zu hören.

### Schulpflicht
Art. 30 Absatz 1 der Landesverfassung normiert eine allgemeine Vorschrift. Der zweite Absatz gibt einen konkreten Gesetzgebungsauftrag, welcher durch das zweite Kapitel des zweiten Teils des Schulgesetzes verwirklicht wurde. Die Schulpflicht dauert zwölf Jahre, sie endet auch mit Ende des Schuljahres, in dem der Schüler volljährig wird oder nach einer einjährigen beruflichen Bildung. Wer einen Schulpflichtigen gänzlich oder beharrlich der Schulpflicht entzieht, macht sich strafbar. Wer als Schulpflichtiger seine Schulpflicht verletzt, handelt ordnungswidrig.